# Коньки (птицы)
Коньки́ (лат. Anthus, от др.-греч. ἄνθος, предполож. трясогузка или овсянка) — род птиц семейства трясогузковых, объединяющий 47 видов мелких птиц, распространённых как в восточном, так и западном полушарии. В отличие от близких им трясогузок, имеют покровительственную окраску оперения — как правило, тёмно-бурые тона в верхней части тела и грязно-белые в нижней. Несколько выделяется оперение пятнистого конька (Anthus hodgsoni) — верхняя часть его тела имеет зеленоватый оливковый оттенок. Тело коньков часто покрыто пестринами, однако их частота может варьироваться. Многие виды чрезвычайно похожи друг на друга, и иногда различить их можно скорее по характеру уникального для каждого конька пения, нежели чем по внешним морфологическим признакам. Также при идентификации большое значение имеет рисунок оперения, который при внимательном взгляде несколько различается у разных птиц. Половой диморфизм у большинства видов не выражен, то есть самки по внешнему виду не отличаются от самцов. Также имеется мало различий между молодыми и взрослыми особями.
Распространены коньки очень широко, встречаясь на всех континентах, за исключением Антарктиды, и во всех географических зонах. Наиболее северные виды, такие как сибирский, краснозобый, пятнистый и американский коньки, гнездятся в арктической тундре Европы, Азии и Северной Америки, а большой конёк обитает в субантарктике на о. Южной Георгии. Среди коньков многие виды гнездятся на высокогорных альпийских лугах — к ним можно отнести очкового и розового коньков. Птицы, обитающие в северных регионах, являются перелётными, в зимнее время мигрируют в Африку, Азию и Центральную Америку.

## Классификация
Определение коньков часто ставит в тупик профессиональных орнитологов, так как многие виды очень похожи друг на друга и имеют очень слабые морфологические различия. Классификация рода, как и семейства трясогузковых в целом, в настоящее время находится на стадии пересмотра.

## Виды
В состав рода включают 47 видов:
- Anthus antarcticus — Большой конёк
- Anthus australis
- Anthus berthelotii — Канарский конёк
- Anthus bogotensis — Парамский конёк
- Anthus brachyurus — Короткохвостый конёк
- Anthus brevirostris
- Anthus caffer — Кафрский конёк
- Anthus campestris — Полевой конёк
- Anthus cervinus — Краснозобый конёк
- Anthus chacoensis — Чакский конёк
- Anthus chii
- Anthus chloris — Желтогрудый конёк
- Anthus cinnamomeus
- Anthus correndera — Пестроспинный конёк
- Anthus crenatus — Скальный конёк
- Anthus furcatus — Короткоклювый конёк
- Anthus godlewskii — Конёк Годлевского
- Anthus gustavi — Сибирский конёк
- Anthus guttaralis — Очковый конёк
- Anthus hellmayri — Бурохвостый конёк
- Anthus hodgsoni — Пятнистый конёк
- Anthus hoeschi
- Anthus japonicus
- Anthus leucophrys — Буроспинный гигантский конёк
- Anthus lineiventris — Полосатый конёк
- Anthus lutescens — Саванный конёк
- Anthus melindae — Восточно-африканский конёк
- Конёк Мензбира (Anthus menzbieri)[2]
- Anthus nattereri — Охристогрудый конёк
- Anthus nicholsoni
- Anthus nilghiriensis — Нильгирийский конёк
- Anthus novaeseelandiae
- Anthus nyassae
- Anthus pallidiventris — Бледнобрюхий конёк
- Anthus peruvianus
- Anthus petrosus — Береговой конёк
- Anthus pratensis — Луговой конёк
- Anthus richardi — Степной конёк
- Anthus roseatus — Розовый конёк
- Anthus rubescens — Американский конёк
- Anthus ruficollis
- Anthus rufulus — Рисовый конёк
- Anthus similis — Длинноклювый конёк
- Anthus sokokensis — Сококский конёк
- Anthus spinoletta — Горный конёк
- Anthus spragueii — Североамериканский конёк
- Anthus sylvanus — Узкохвостый конёк
- Anthus trivialis — Лесной конёк
- Anthus vaalensis — Южноафриканский конёк